# Княжпільська сільська рада (Старосамбірський район)
Княжпільська сільська рада — орган місцевого самоврядування у Старосамбірському районі Львівської області. Адміністративний центр — село Княжпіль.

## Загальні відомості
Княжпільська сільська рада утворена в 1959 році. Водоймища на території, підпорядкованій даній раді: річка Вирва.

## Населені пункти
Сільській раді підпорядковані населені пункти:
- с. Княжпіль
- с. Велике
- с. Кропивник
- с. Мігово

## Склад ради
Рада складається з 16 депутатів та голови.

### Керівний склад попередніх скликань
| ПІБ                   | Основні відомості                                                   | Дата обрання | Дата звільнення |
| --------------------- | ------------------------------------------------------------------- | ------------ | --------------- |
| Писко Роман Іванович  | Сільський голова, 1949 року народження, член Народного Руху України | 26.03.2006   | 31.10.2010      |
| Сива Ольга Миколаївна | Сільський голова, 1954 року народження, освіта вища, безпартійний   | 31.10.2010   |                 |

Примітка: таблиця складена за даними джерела